# Dielenhaus Spiegelberg 47

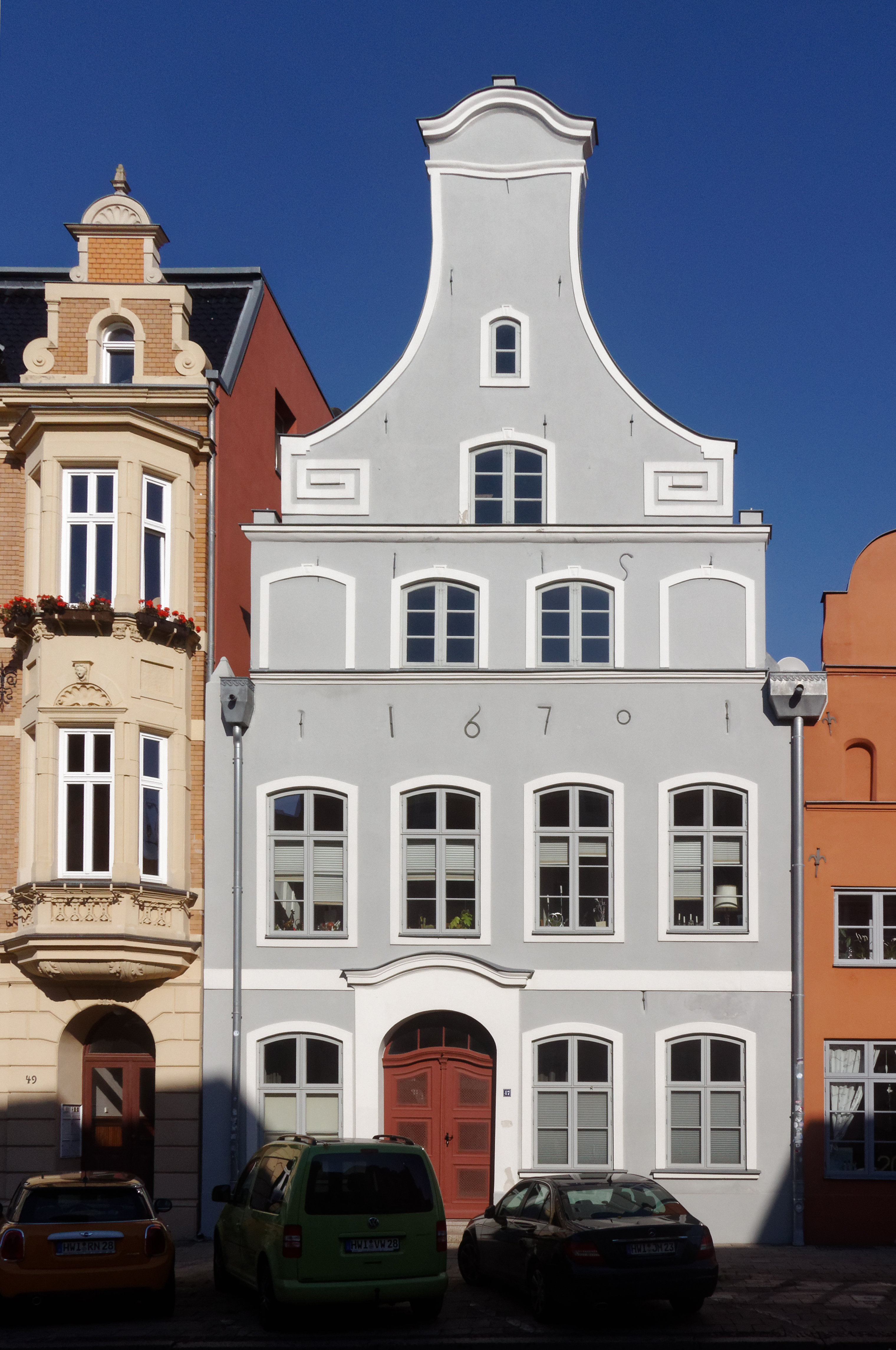
Dielenhaus Spiegelberg 47

Das Dielenhaus Spiegelberg 47 in Wismar-Altstadt, Straße Spiegelberg, steht unter Denkmalschutz. Das Haus wird als Wohngebäude genutzt.

## Geschichte
Das dreigeschossige Dielenhaus von 1670 wurde im Stil des Barocks gebaut. Der prägende hohe Schweifgiebel, teils ein Scheingiebel, hat einen gerundeten oberen Abschluss.
Bis 2012 erfolgte durch die Deutsche Stiftung Denkmalschutz als Bauherrin zusammen mit dem Dielenhaus Spiegelberg 45 eine umfassende Sanierung und der Umbau für mehrere Wohnungen.
In direkter Nachbarschaft befindet sich gegenüber der sanierte Speicher Spiegelberg 48a als Dielenhaus. In Wismar steht zudem noch das Dielenhaus Lübsche Straße 23 (Welt-Erbe-Haus) unter Denkmalschutz.